# (42) Isis
(42) Isis és l'asteroide núm. 42 de la sèrie, descobert per en Norman Robert Pogson a Oxford el 23 de maig del 1856. Rep el nom d'Isis una deessa de la mitologia egípcia.